# Emil Stürtz
Erich Emil Arthur Hermann Stürtz (né le 15 novembre 1892 à Wieps (en), Prusse-Orientale et disparu depuis le 21 avril 1945) est un fonctionnaire nazi allemand, notamment Gauleiter du NSDAP, député du Reichstag et NSKK Obergruppenfuhrer.

## Biographie
Après l'école primaire et la Bessel-Oberrealschule à Königsberg, il devient marin et s'engage comme volontaire pour la marine impériale en août 1914 en tant que volontaire d'un an. Il participe à la Première Guerre mondiale, notamment à la bataille du Jutland, à bord du grand croiseur SMS Seydlitz et plus tard avec la force sous-marine. Au printemps 1918, il ne peut servir à bord en raison d'une grave maladie, devient invalide de guerre et reçoit une pension de guerre. Il travaille ensuite dans un atelier de réparation et est chauffeur.
En décembre 1925, il rejoint le NSDAP (numéro de membre 26 929) et travaille en 1925/26 initialement comme responsable de la presse et de la propagande pour le groupe local à Hattingen. En 1926, il devient chef de district du NSDAP à Dortmund, chef de district 1929/30 à Siegerland. Stürtz devient le chef du groupe parlementaire du parlement provincial de Westphalie (de). À partir de septembre 1930, il est député du Reichstag pour la 18e circonscription (Westphalie-du-Sud). En 1933, il devient conseiller d'État prussien.
À la mi-juin 1930, il devient chef de district et à partir d'octobre de la même année également chef de district adjoint dans le Gau Westphalie-du-Sud (de) ; il devient également directeur général du journal nazi Westfalenwacht. Le 7 août 1936, il est nommé successeur de Wilhelm Kube comme Gauleiter dans le Gau Marche-électorale (de) (depuis 1939 Gau Marche de Brandebourg), où il ouvre également une Reichsautobahn. En septembre 1936, il est nommé haut président provisoire de la province de Brandebourg et de la province de Posnanie-Prusse-Occidentale, et en 1937, il est nommé haut président de la province de Brandebourg. Le 1er septembre 1939, il est nommé commissaire à la défense du Reich (de) (RVK) pour la 3e région militaire. Après la réorganisation des districts de défense du Reich, Stürtz est nommé le 16 novembre 1942 RVK pour le Gau Marche de Brandebourg. De plus, à partir de la mi-novembre 1940, il est commissaire de district au logement et à partir d'avril 1942, il est le représentant du plénipotentiaire général pour le déploiement de la main-d'œuvre. Stürtz, devenu Obergruppenfuhrer au NSKK fin janvier 1939, dirige le Volkssturm dans sa zone de responsabilité à partir de fin septembre 1944.
Stürtz ayant été porté disparu lors de la bataille de Berlin depuis le 21 avril 1945, le tribunal d'instance de Düsseldorf (de) prononce une déclaration de décès le 24 août 1957, fixant la date du décès au 31 décembre 1945. On suppose qu'Emil Stürtz a été arrêté et détenu par les troupes soviétiques en avril 1945 et qu'il a ensuite perdu la vie en détention. L'épouse d'Emil Stürtz réside à Düsseldorf après 1945 et ce n'est qu'après dix ans de disparition de son mari ou après l'avoir cherché en vain pendant une dizaine d'années - y compris parmi les rapatriés tardifs - qu'elle a fait la demande (apparemment pour des raisons de droit à la pension) de la déclaration officielle de décès mentionnée.